# Sophie Bauer
Sophie Bauer (* 9. Juni 1939 in Hemmerberg, Gemeinde Kohlschwarz) ist eine österreichische Gewerkschaftsfunktionärin in Ruhe und ehemalige Politikerin (SPÖ). Bauer war von 1991 bis 2002 Abgeordnete zum Österreichischen Nationalrat.

## Ausbildung und Beruf
Bauer besuchte von 1945 bis 1953 die achtjährige Volksschule und absolvierte danach von 1953 bis 1954 eine Hauswirtschaftsschule. Sie war ab 1953 Arbeiterin in der Firma Koflach-Sport, später Arbeiterin bei der Firma Pomberger (Oberteilerzeugung) und war bei der Firma Juniorwerk (Fahrrad-Fabrik) beschäftigt. Ab 1975 arbeitete sie erneut bei der Firma Koflach-Sport und wurde 1984 als Betriebsratsvorsitzende freigestellt. 
Im Rahmen ihrer Tätigkeit als Gewerkschaftsfunktionärin absolvierte Bauer die Gewerkschaftsschule und einen Arbeiterkammerkurs an der Otto-Möbes-Volkswirtschaftsschule.

## Politik
Bauer war ab 1982 Vorsitzende-Stellvertreterin der SPÖ Maria Lankowitz und wurde 1982 in den Landesfrauenvorstand der SPÖ Steiermark gewählt. Gleichzeitig wurde sie kooptiertes Mitglied des Landesparteivorstandes der SPÖ Steiermark und Bezirksfrauenvorsitzende des ÖGB in Voitsberg. 1988 stieg sie zur Landesvorsitzenden der Gewerkschaft Textil-Bekleidung-Leder (TBL) Steiermark auf und wurde 1988 Kammerrätin der Kammer für Arbeiter und Angestellte für Steiermark. Ab 1994 wirkte sie als Vorsitzende der Frauenplattform Bezirk Voitsberg, 1996 wurde sie zur stellvertretenden Bundesvorsitzenden der Gewerkschaft TBL, 1996 zur Bundesfraktionsvorsitzende gewählt. 
Bauer vertrat die SPÖ von 1. März 1991 bis 19. Dezember 2002 im Nationalrat. Als Abgeordnete setzte sie sich insbesondere für den Ausbau der Packer Straße (B 70) ein. Bauer trat bei der Nationalratswahl 2002 nicht mehr an.

## Auszeichnungen
- 2000: Großes Silbernes Ehrenzeichen für Verdienste um die Republik Österreich[3]
- 2022: Barbara-Prammer-Ehrennadel[4]